# Valkî, Volodarsk-Volînskîi
Valkî (în ucraineană Валки) este un sat în comuna Iahodînka din raionul Volodarsk-Volînskîi, regiunea Jîtomîr, Ucraina.

## Demografie
Componența lingvistică a localității Valkî
     Ucraineană (95,05%)
     Rusă (4,95%)
Conform recensământului din 2001, majoritatea populației localității Valkî era vorbitoare de ucraineană (95,05%), existând în minoritate și vorbitori de rusă (4,95%).